# Monte-Carlo Masters 2023
Monte-Carlo Masters 2023 — тенісний турнір, що проходив на ґрунтових кортах у місті Рокбрюн-Кап-Мартен, Франція з 10 до 16 квітня. Належав до категорії ATP Masters 1000, був турніром серії Мастерс Монте-Карло 2023 року.

## Фінальна частина

### Одиночний розряд
Андрій Рубльов —  Гольгер Руне 5–7, 6–2, 7–5

### Парний розряд
Іван Додіг /  Остін Крайчек —  Ромен Арнеодо /  Зам Вайсборн 6–0, 4–6, [14–12]